# متحف قصر هشام

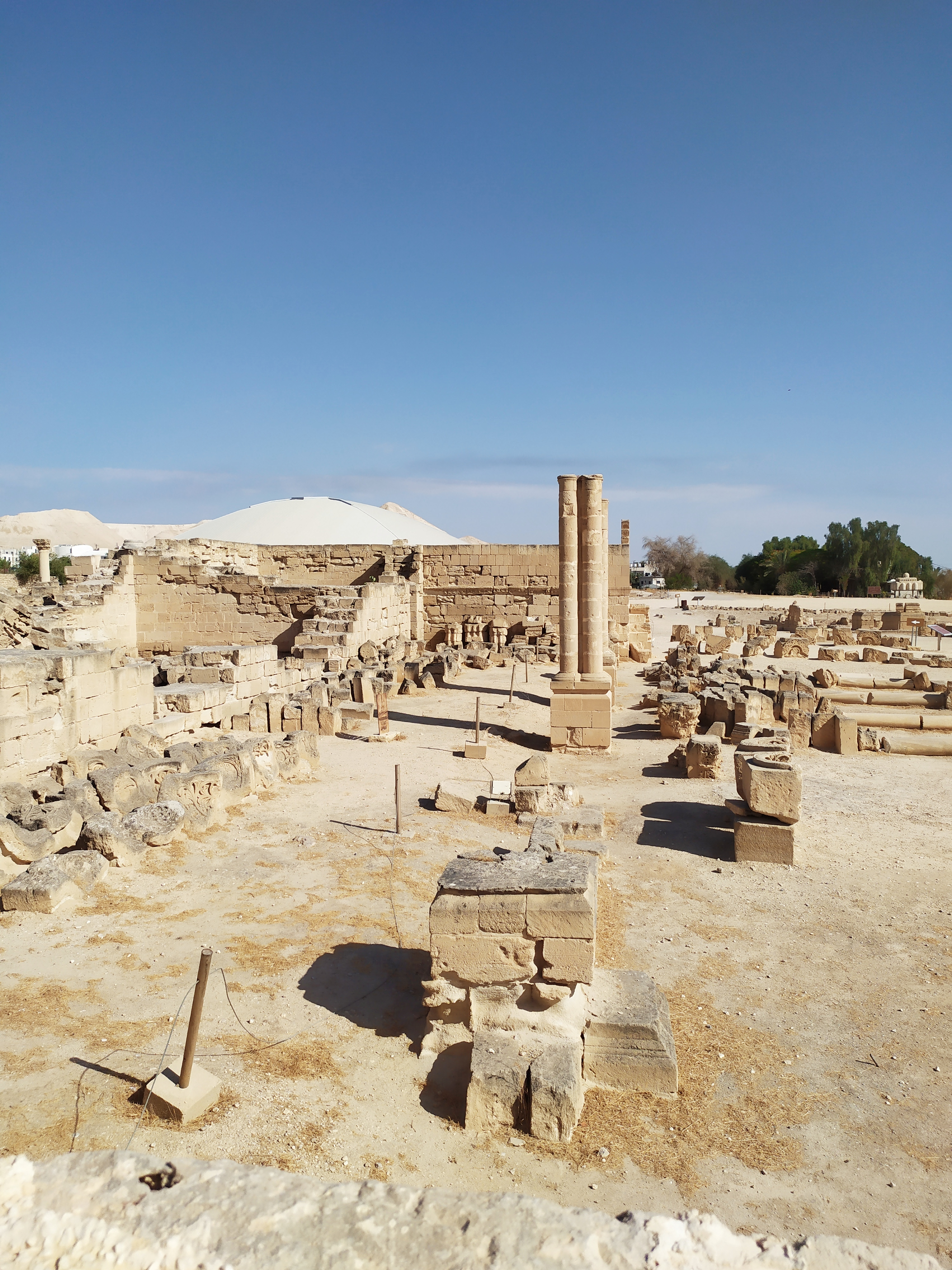
صورة تظهر جزء من قصر الخليفة الأموي هشام بن عبد الملك

متحف قصر هشام يقع ضمن موقع قصر هشام في مدينة أريحا بفلسطين، بني عام 2000م ويعرض نماذج للفخار الأموي والعباسي التي اكتشفت داخل القصر، ويعرض في المتحف فخار المفجر